# Троски (Минесота)
Троски (енгл. Trosky) град је у америчкој савезној држави Минесота.

## Демографија
По попису из 2010. године број становника је 86, што је 30 (-25,9%) становника мање него 2000. године.
| Група             | 2000.       | 2010.      |
| Белци             | 113 (97,4%) | 82 (95,3%) |
| Афроамериканци    | 0 (0,0%)    | 0 (0,0%)   |
| Азијати           | 3 (2,6%)    | 3 (3,5%)   |
| Хиспаноамериканци | 0 (0,0%)    | 0 (0,0%)   |
| Укупно            | 116         | 86         |